# Saint-Léger-sous-Cholet

Saint-Léger-sous-Cholet este o comună în departamentul Maine-et-Loire, Franța. În 2009 avea o populație de 2,474 de locuitori.